# The Living Seas
The Living Seas était un pavillon du parc EPCOT de Walt Disney World Resort. Il s'intéressait à la mer et principalement à l'exploration maritime avec plusieurs expositions consacrées à ce thème.
Ce pavillon faisait partie dès le début des projets du parc à thèmes et devait ouvrir dès 1983 mais en raison de la complexité de sa mise en œuvre il ne fut ouvert qu'en 1986 grâce au partenariat avec United Technologies.
Dès 2003, le pavillon reçoit le thème et des décors issus du film Le Monde de Nemo produit par Disney et Pixar. Les rénovations se sont faites en plusieurs phases dont la première a vu l'apparition de plusieurs nouvelles attractions. La seconde s'est achevée en octobre 2006, avec le renommage du pavillon en The Seas with Nemo & Friends.

## Le pavillon
Le pavillon héberge le plus grand environnement sous-marin recréé du monde lors de son ouverture (dépassé depuis par l'aquarium de Géorgie). Il est une merveille de technologies et propose le plus grand réservoir d'eau salée d'une seule pièce jamais construit.
Le concept du pavillon est d'emmener les visiteurs sous l'océan dans la Sea Base Alpha. Les visiteurs entrent dans le pavillon, regardent un court film leur montrant le moyen d'accès à la base sous-marine, qu'ils devront emprunté, les hydrolateurs, ascenseurs sous-marins. À partir de cette base d'exploration, les visiteurs pourront rencontrer la vie sous-marine. En débarquant les visiteurs ont la possibilité d'aller vers les différentes expositions, animations ou écrans multimédias interactifs.
Les attractions sont disposées sur les deux niveaux du pavillon. Depuis l'extérieur le pavillon s'étale en plusieurs courbes.
En 2003, la campagne de rénovation sur le thème du film Le Monde de Nemo a débuté. L'attraction Turtle Talk with Crush a ainsi été ouverte. Elle est depuis devenue très populaire et a été dupliquée dans d'autre parc. En 2005, la moitié du pavillon a été fermée pour une étape approfondie des rénovations, seuls restent ouverts les expositions et le réservoir d'eau salée. Les hydrolateurs ont été fermés et supprimés courant 2006.
- Ouverture : 15 janvier 1986[1]
- Fermeture :
  - Totalité : octobre 2006
  - Première partie : 2003
- Conception : Walt Disney Imagineering
- Musique : Russel Brower sur un thème de George Wilkins[1]
- Partenaire : United Technologies (jusqu'à 1998)
- Les réservoirs :
  - Capacité : 21 576 m3[1],[2] (dont 3000 en stockage)
  - Diamètre du réservoir principal : 62 m
  - Profondeur du réservoir principal : 8,20 m
  - Créatures vivantes hébergées : 8 500
- Superficie : 17 187 m²
- Capacité horaire : 2 200 personnes/heure
- Construction : 22 mois par Montgomery Watson
- Situation : 28° 22′ 30″ N, 81° 33′ 03″ O

## Les attractions
L'entrée du pavillon se fait en longeant un mur représentant un coucher de soleil en bord de mer contournant une fontaine avec des rochers. Après avoir passé les portes, un couloir-exposition présente des photos du passé, des objets et des maquettes retraçant l'histoire de la plongée.

### Premier niveau
- The Seas était un film de présentation situé à l'entrée du pavillon. Il durait 7 minutes et racontait la naissance des océans. Il était projeté dans deux salles mitoyennes afin de réduire la file d'attente. L'une d'elles a été détruite pour permettre l'accès au reste du pavillon. Le film semble devoir être remplacé pour correspondre au nouveau thème.
  - Réalisateur du film : Paul Gerber[3]
  - Durée : 7 min
  - Salles : 2 salles de 207 places
  - Attraction suivante : Turtle Talk with Crush.

### Second niveau
- Seacabs était un voyage de 3 minutes à bord de véhicules biplaces (Omnimover) le long de tunnels posés sur le sol du réservoir, à travers le récif de corail. Les parois de 15 cm d'épaisseur constituée d'un thermosplatique acrylique (PMMA) permettent d'être immergé dans l'attraction. La sortie se faisait par les hydrolateurs.
  - Durée : 3 min 30
  - Fermeture : octobre 2001
  - type d'attraction : Omnimover
  - Attraction suivante : Nemo's Undersea Adventure.
- Sea Base Alpha est la zone d'exposition principale de l'aquarium. Le terme "Alpha" semble devoir disparaître à la fin des rénovations.
  - Le réservoir d'eau salée : C'est le clou du spectacle, un bassin d'eau salée de 62 m de diamètre[2] et plus de 8 m de haut. Il accueille plus de 200 espèces[2] dont des dauphins, des requins, des tortues de mer et des raies mantas. Les parois en acrylique du réservoir font 20 cm d'épaisseur en bas et 15 cm en haut.
    - Observation Deck
    - Ocean Resource Exhibit

  - Le bassin des lamantins

## Autres services
- Coral Reef Restaurant est un restaurant de poisson et fruit de mer avec vue sur le réservoir[4]. Une parois de 15 m de long et 2,4 de haut permet grâce à l'utilisation d'un acrylique de voir le contenu du réservoir avec une très faible distorsion.
- Sea Base Alpha Gift Shop est une boutique
- DiveQuest est des sessions de plongées dans les réservoirs (nécessite un diplôme de plongée) de 30 minutes
- Dolphins in Depth est une session de plongée et de rencontre avec des dauphins

## Consultants
- Dr. Robert Ballard, Senior Scientifique, Woods Hole Oceanographic Institution
- Dr. Sylvia Earle, Vice-président, Ocean Engineering, Inc.
- Mr. Gilbert Grosvenor, Président, National Geographic Society
- Dr. Murray Newman, Directeur, Vancouver Aquarium Marine Science Centre
- Professor William Nierenberg, Directeur, Scripps Institution of Oceanography
- Dr. David Potter, Vice-président, Public Affairs, General Motors Corporation
- Dr. John Ryther, Directeur, Division of Applied Biology, Harbor Branch Foundation, Inc.
- Mr. Robert Wildman, Député Directeur, NOAA, Office of Sea Grants Program

## Anecdotes
- Disney's Living Seas, une émission télévisée spéciale d'une heure a été diffusée en 1986 sur NBC à l'occasion de l'ouverture de l'attraction The Living Seas[5],[6]. Elle comprenait plusieurs dessins animés dont Dingo va à la pêche (1942)[7] et des extraits de Steamboat Willie (1928), Comment être un bon nageur, Vingt mille lieues sous les mers (1954) et Les Robinsons des mers du Sud (1960)[5].
- Un court métrage éducatif de la  série EPCOT Educationnal Media Collection, intitulé The Living Seas a été édité en septembre 1988 proposé la découverte du pavillon[8].